# Фридрих III (Хесен-Хомбург)
Вижте пояснителната страница за други личности с името Фридрих III.
Фридрих III Якоб фон Хесен-Хомбург (на немски: Friedrich III Jacob von Hessen-Homburg; * 19 май 1673, Кьолн, Берлин; † 8 юни 1746, Хертогенбос) е ландграф на Хесен-Хомбург (1708 – 1746).

## Живот
Той е син на Фридрих II фон Хесен-Хомбург (1633 – 1708), прочутият принц фон Хомбург, и втората му съпруга принцеса Луиза Елизабет от Курландия (1646 – 1690), дъщеря на херцог Якоб Кетлер (1610 – 1662) и Луиза Шарлота фон Бранденбург (1617 – 1676), дъщеря на курфюрст Георг Вилхелм фон Бранденбург.
Фридрих III получава задълбочено образование на Берлинския двор, където баща му е командир на бранденбургската войска. През 1704 г. е повишен до генерал-майор и генерал-лейтенант. Той служи при холандците до мира в Утрехт и след това отива да живее в Хомбург.
Фридрих III става губернатор на белгийски град Турне, през 1741 г. губернатор на Бреда. През 1742 е издигнат на генерал на кавалерията, умира като губернатор на Хертогенбос. Погребан е в гробницата на двореца в Бад Хомбург. Понеже няма жив наследник, е последван като ландграф на Хесен-Хомбург от сина на по-малкия му брат Казимир Вилхелм.

## Фамилия
Първи брак: през 1700 г. с Елизабет Доротея фон Хесен-Дармщат (1676 – 1721), дъщеря на ландграф Лудвиг VI фон Хесен-Дармщат и втората му съпруга Елизабет Доротея. С нея той има 7 деца:
- Фридерика Доротея (1701 – 1704)
- Фридрих Вилхелм (1702 – 1703)
- Луиза Вилхелмина (1703 – 1704)
- Лудвиг Йохан Вилхелм Груно (1705 – 1745), руски генерал-фелдмаршал

∞ 1738 принцеса Анастасия Трубецкая (1700 – 1755)
- Йохан Карл (1706 – 1728)
- Ернестина Луиза (*/† 1707)
- Фридрих (*/† 1721)

Втори брак: през 1728 г. с графиня Кристиана фон Насау-Отвайлер (1685 – 1761), вдовица на граф Карл Лудвиг фон Насау-Саарбрюкен. Бракът е бездетен.